# 沙崙線

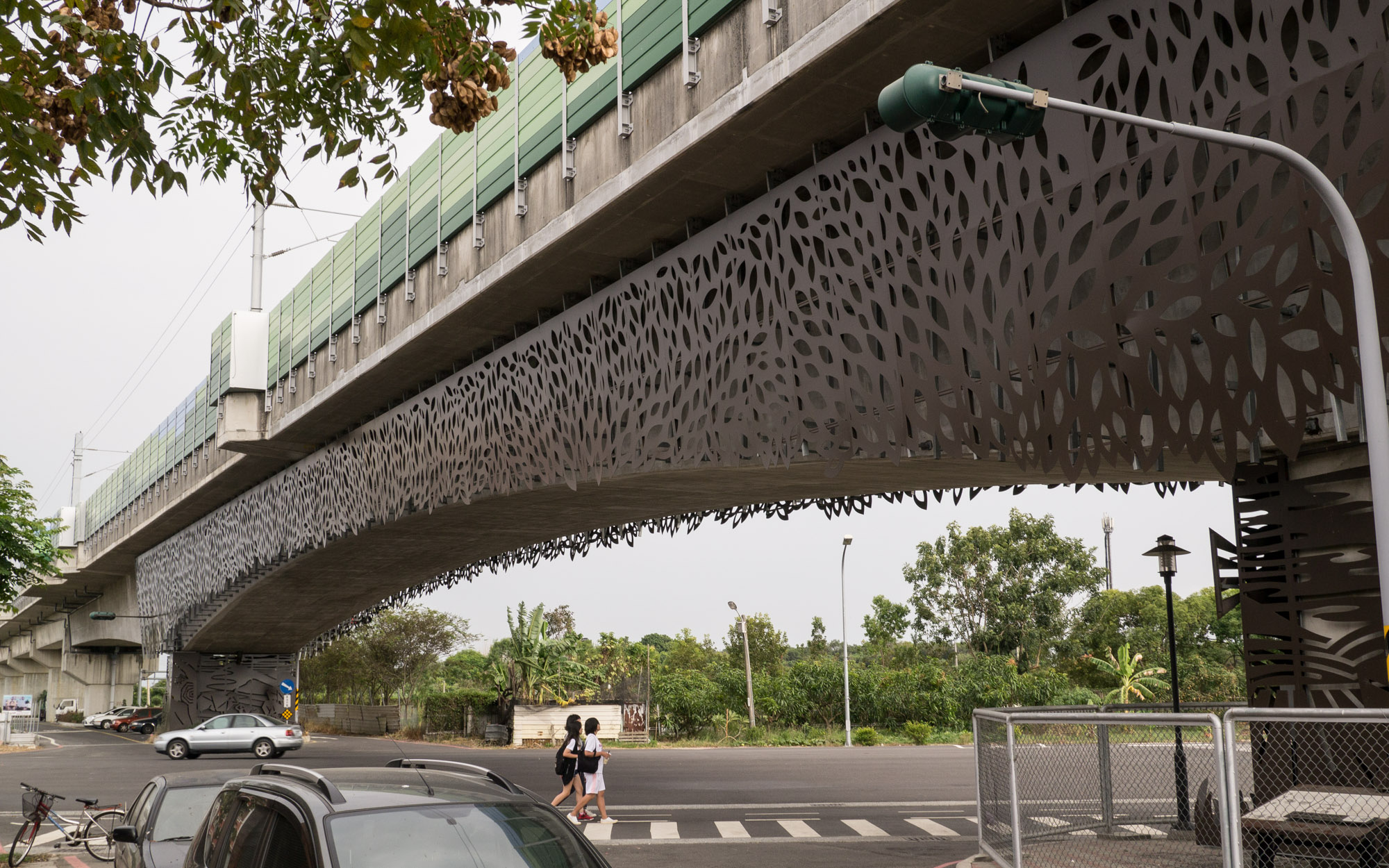
長栄大学前の線路

沙崙線（さろんせん、正体字: 沙崙線、英文表記: Shalun Line）とは、台湾鉄路管理局（台鉄）の鉄道路線。台湾鉄路管理局の旅客線の開業は南廻線以来、19年ぶりとなる。台南市街から離れた位置にある台湾高速鉄道（高鉄）の台南駅へのアクセス手段として、当初は台南捷運紅線（MRT）による連絡が計画されたが、財政負担の問題から在来線・台鉄の最寄駅より新線建設に変更された。終点の沙崙駅が高鉄の乗り換え駅となる、台南〜沙崙の所要時間は20分。工事とともに、縦貫線の保安～中洲間に仁徳駅が設置された（台鉄捷運化#新設駅一覧を参照）。

## 運行形態
- 大半の列車が台南駅（縦貫線）まで直通運転を行う。
  - 一部の列車は更に永康駅、南科駅、善化駅、嘉義駅まで運転されている。
- 運行車両
  - EMU600型電車の4両編成で運行しているが、故障時などはEMU500型電車で代走が行われる。

## 歴史
- 2003年、陳水扁政権の公共インフラ計画「新十大建設」の一部として組み込まれた[2]。
- 2005年5月31日、本路線を含む新十大建設の予算案が立法院の三読決議を通過[3]。
- 2006年11月に着工[4]。
- 2011年1月2日 - 開業。1月15日までの約2週間、開通記念として無料運行される[5]。台湾高鉄台南駅と縦貫線台南駅とを結ぶ無料シャトルバス（正体字: 高鐵快捷公車）台南公園線は翌3日に廃止。

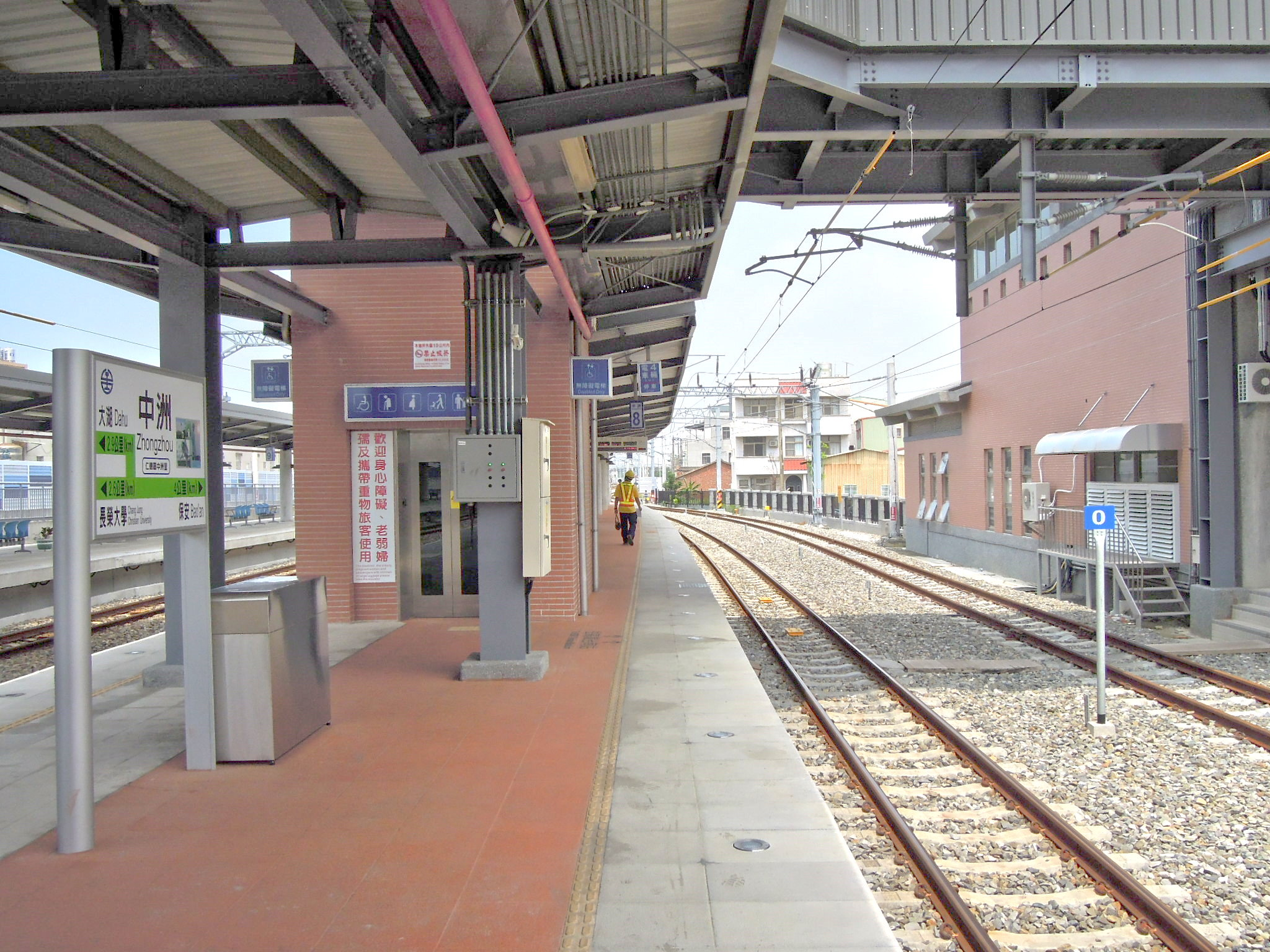
中洲駅構内の0キロポスト
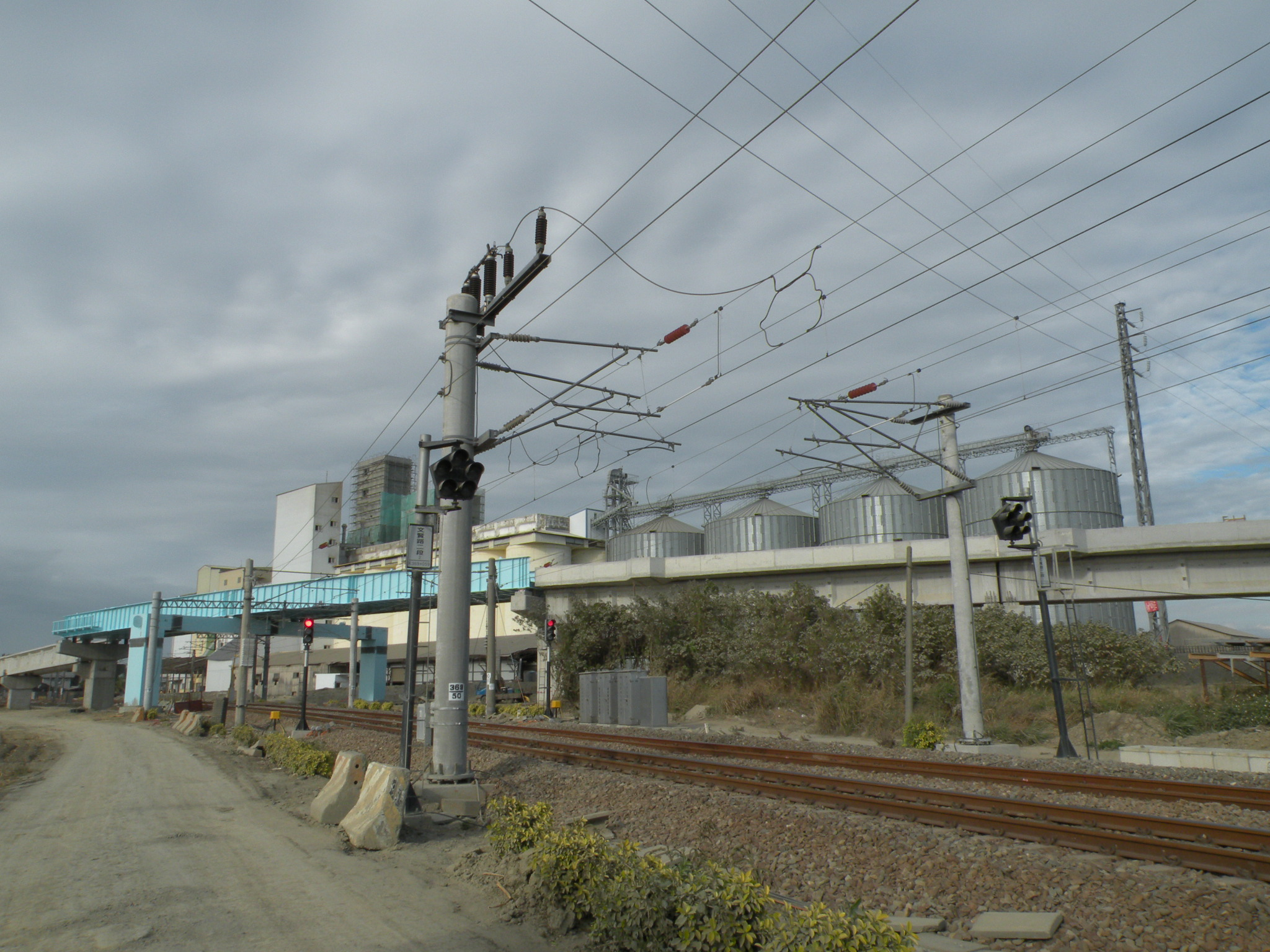
縦貫線中洲駅南方分岐点の立体交差

## 使用車両
- EMU600（全て区間車）

## 駅名
| 駅名       | 駅名         | 駅名                            | 駅間 キロ | 累計 キロ | 等級 | 接続路線・備考                                | 所在地 | 所在地 |
| 日本語     | 繁体字中国語 | 英語                            | 駅間 キロ | 累計 キロ | 等級 | 接続路線・備考                                | 所在地 | 所在地 |
| ---------- | ------------ | ------------------------------- | --------- | --------- | ---- | --------------------------------------------- | ------ | ------ |
| 中洲駅     | 中洲車站     | Zhongzhou                       | 0.0       | 0.0       | 二等 | 縦貫線（大半の列車が台南駅方面へ直通運転）    | 台南市 | 仁徳区 |
| 長栄大学駅 | 長榮大學車站 | Chang Jung Christian University | 2.6       | 2.6       | 簡易 | 計画時は大潭駅                                | 台南市 | 帰仁区 |
| 沙崙駅     | 沙崙車站     | Shalun                          | 2.7       | 5.3       | 乙簡 | 台湾高速鉄道台南駅、 台南捷運接続駅（計画中） | 台南市 | 帰仁区 |